# Tarif ibn Malik
Tarif ibn Malik (oder: Ṭarīf ibn Malik, arabisch طريف بن  مالك; lebte um das Jahr 710) war ein Heerführer der Berber. 

## Leben
Über seine Leben ist nur wenig bekannt. Sein Name (deutsch „der weise Sohn des Königs“) taucht in der Fachliteratur ausschließlich im Zusammenhang mit der Eroberung der andalusischen Stadt Tarifa auf, die damals zum Reich des Westgoten-Königs Roderich gehörte. Während dieses Feldzuges führte Malik ein Truppenkontingent von etwa 500 Soldaten.

## Eroberung Tarifas
Tarif erhielt einen Auftrag von Emir Mūsā ibn Nusair von Tanger zur Erkundung Südspaniens und drang von Ceuta kommend über Gibraltar bis zum heutigen Tarifa vor, dessen Name vom Namen des Heerführers abgeleitet ist. Im Juli 710 führte Malik sein Expeditionsheer von 500 Mann gegen Tarifa, das er im Oktober 710 erreichte. Seine Truppe bestand aus 100 Arabern und 400 Afrikanern, die in vier Schiffen nach Norden vordrangen. Erst als er Verstärkung durch ein Heer von 12.000 Soldaten unter dem Heerführer Tāriq ibn Ziyād erhielt, fand am 30. April 711 die Invasion von Tarifa statt. Tarifa hieß zu jener Zeit noch Julia Traducta (zusammen mit Algeciras), bei den Karthagern „Josa“ (deutsch „Passage“). Nach der Eroberung wurde Tarifa in ǧazīrah Ṭarīf (deutsch „Ṭarīfs Halbinsel“) umbenannt.
Auch über sein weiteres Leben ist nichts bekannt.